# Zlaté tele

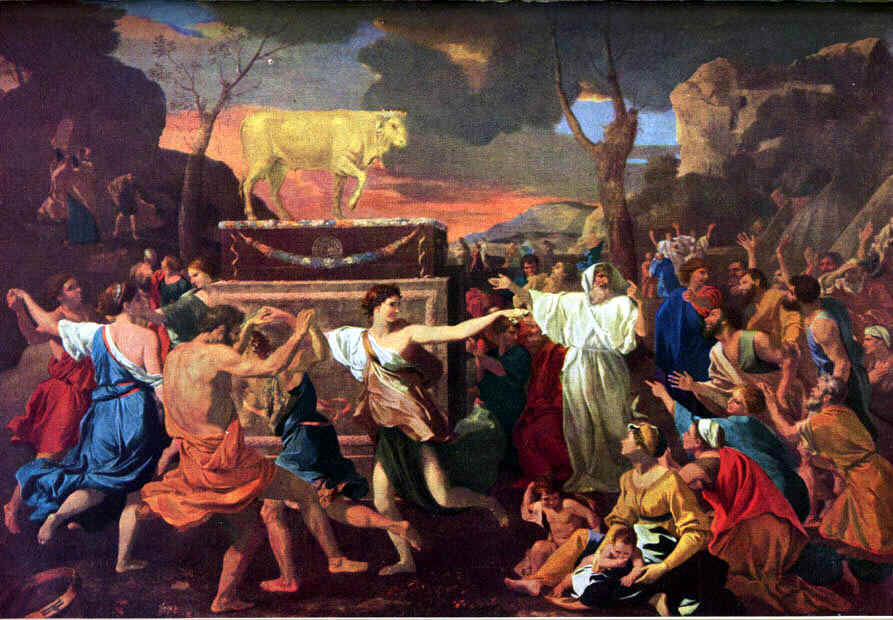
Zlaté tele (N. Poussin)

Zlaté tele je modla popisovaná v bibli, symbol modloslužebnictví.
Druhá kniha Mojžíšova popisuje, že když Mojžíš prodléval na hoře Sinaj, lid si na jeho bratru Áronovi vyžádali hmatatelného boha, který by je vedl do zaslíbené země. Áron jim zhotovil po vzoru egyptského Apise zlaté tele (býčka). Podle židovské tradice tak učinil proto, že chtěl zabránit většímu krveprolití poté, když viděl, jak dav ukamenoval Chúra, jenž se rázně postavil proti záměru vytvořit modlu. Ke krveprolití však přesto nakonec došlo, obětí však tentokrát nebyli zbožní, ale ti, kdo se dopustili modlářství se zlatým teletem, jejichž počínání je známo a připomínáno jako hřích vyvoleného národa. Mojžíš po svém návratu z hory totiž splnil příkaz Hospodina, aby shromáždil věrné a nevěrní byli pobiti. Pobíjením modlářů byli pověřeni levité, neboť ti se jako jediní ze všech izraelských kmenů svorně odmítli na modlářství podílet. Toto svorné odmítnutí modlářství vedlo k tomu, že Bůh odňal kněžskou službu prvorozeným Izraelcům a daroval ji výhradně levitům.
Dvě telata měl také nechat zhotovit Jarobeám I., který předtím pobýval v Egyptě. Ten jednoho býčka umístil v Bét-elu a druhého v Danu. Tento kult telat měl zabránit tomu, aby se po rozdělení Šalomounovy říše obyvatelstvo Severní izraelské království i nadále účastnilo poutních svátků, jež se každoročně konaly v Jeruzalémě na území Judského království.